# Renée Barrios
Reneé Barrios (La Habana, 12 de junio de 1933 - Miami, 15 de mayo de 2017) fue una pianista, cantante y docente cubana.

## Biografía
Barrios empezó a dar clases de piano a los cinco años bajo la tutela de su madre Esther Guerrero, reconocida profesora de piano y diseñadora de vestuario para compañías teatrales. En 1946, ingresó en el Conservatorio Municipal de La Habana para perfeccionar su enseñanza, graduándose en 1953. 
Un accidente de tráfico le provocó una lesión muy grave en la mano derecha, cosa que le impidió dedicarse en ser pianista clásica y centró su carrera hacia la música popular. Su estreno oficial como cantante fue en 1957 cuando, junto a Nelia Núñez, forma el dúo Nelia y Renée. El dúo debutó en el cabaret Tropicana en 1958 y en seguida consiguió una gran popularidad tanto en Cuba como en otros países de Hispanoamérica como Venezuela.
En 1961, el dúo se separa y Barrios empezó a actuar en solitario a la vez que salía de Cuba para establecerse en Puerto Rico. En 1971, obtuvo el cargo de subdirectora en la Academia de Variedades Artísticas y tendría alumnos de la  categoría de Ivonne Coll, Iris y Lourdes Chacón, Dagmar, Glorivee, Gilda Haddock, Lou Briel, Carol Myles, Gladys Núñez o Rafael José. En 1973, representó a Puerto Rico en el Festival Internacional de la Canción de Trujillo, en Perú, ganando el premio a la Mejor Intérprete con la canción “Canto a la vida y al amor”.
En 1976 se estableció en Miami donde, durante 12 años, ocupó el cargo de directora del Departamento de Canto del Adolfo’s Institute of the Arts. En todo caso, hacía viajes habituales a Puerto rico para hacer actuaciones.
En 2004, fue seleccionada para ser la presentadora del Centenario de Plácido Acevedo en San Joan de Puerto Rico.
Barrios no sobrevivió a dos infartos que sufrió y falleció el 15 de mayo de 2017 en el Hospital Regional de Kendall, en la ciudad de Miami.